# Горноколимска планинска земя
Горноколимската планинска земя (на руски: Верхнеколымское нагорье) е планинска земя, в Североизточна Азия, в западната част на Магаданска област. Разположена е между Нерското плато на северозапад, хребета Тас-Кистабит на югозапад и планинската система Черски на североизток и техните южни разклонения в горния басейн на река Колима. Преобладаващите височини са между 1300 и 2000 m, максимална връх Абориген 2586 m (61°59′01″ с. ш. 149°19′54″ и. д. / 61.983611° с. ш. 149.331667° и. д.), издигащ се западно от Колимското водохранилище. Състои се от малки планински масиви и къси плоски хребети, с купулообразни върхове. Югоизточната ѝ част се характеризира със стръмни склонове и дълбоко всечени речни долини. Изградена е от пермски и триаски шисти и пясъчници. Основна водна артерия е горното течение на река Колима, двете съставящи я реки Аян-Юрях и Кулу, Бьорьольох, Тенка и др. Долините на реките и техните полегати склонове са обрасли с редки гори от лиственица и кедров клек, а зоната между 1200 и 1800 m представлява храстова планинска тундра. Има големи находища на злато и калай.